# Mesothuria bifurcata
Mesothuria bifurcata is een zeekomkommer uit de familie Mesothuriidae.
De wetenschappelijke naam van de soort werd in 1901 gepubliceerd door Hérouard.